# Hylettus paraleucus
Hylettus paraleucus är en skalbaggsart som beskrevs av Monné 1988. Hylettus paraleucus ingår i släktet Hylettus och familjen långhorningar. Inga underarter finns listade i Catalogue of Life.